# 오스카르 살라사르 (태권도 선수)
오스카르 살라사르 블랑코(스페인어: Óscar Salazar Blanco, 1977년 11월 3일~)는 멕시코의 태권도 선수이다. 2004년 하계 올림픽 태권도에 참가하여 은메달을 획득하였으며, 1999년 팬아메리칸 게임에서는 금메달을 획득하였다. 총 28개의 대회에 참가하였으며 43명을 상대하여 27번 승리 하였다.